# 廖晟
廖晟（？—17世紀），字日成，寶慶府銅仁縣人，南明政治人物。

## 生平
廖晟自廩生出身，永曆帝在奉天時糧餉不足失，他和翁仲碧捐獻所有家產提供行裝，以功錄入准貢，擔任府經歷。永曆四年（1650年）他從梧州朝見永曆帝後回歸，寶慶已經失陷，因此在黃堡起兵，與馬進忠聯絡，守衛隆回五都以南國土，獲授監紀同知。南安王朱禋黎在隆回倚傍他，而他本屬豪門大族，當地數萬子弟亦聽命於他，貝勒屯齊、續順公沈永忠多次進攻都失敗而回。
永曆五年（1651年）廖晟未能前往安龍，次年（1652年）孫可望自沅州出發攻打常德，援剿右副總兵楊武命令他回到寶慶以圖進取，作為引導，並授與他的兒子諸生廖暹為監紀、知縣。回歸後，他監督廖暹聚糧戒徒，和應沅州軍隊。李定國入江西，改任他為吉安同知，廖暹為萍鄉知縣。湖南再次失陷，他解散部隊，入山終老。吳三桂起兵時曾徵召他，他不響應。

## 引用
1. 1 2  錢海岳《南明史·卷六十三·列傳第三十九》：廖晟，字日成，邵陽人。廩生。昭宗在奉天，度支不繼，與翁仲碧毀家供扉屨，以功准貢，府經歷用。永曆四年，謁梧州歸，寶慶已陷，乃起兵黃堡，與馬進忠聯絡，故寶慶雖陷，而隆回五都以南，猶為國土，授監紀同知。南安王禋黎在隆回，倚為羽翼。晟故強宗，子弟數萬，皆晟主之。貝勒屯齊、續順公沈永忠屢攻不下。
2. ↑  錢海岳《南明史·卷六十三·列傳第三十九》：五年，謁安龍不果。六年，孫可望將出沅州，攻嘗德，援剿右副總兵楊武命晟回寶慶圖進取，且為先導，官其子諸生暹監紀、知縣。歸，督暹聚糧戒徒，以應沅師。李定國入江西，改晟吉安同知，暹萍鄉知縣。湖南再陷，乃散部曲，入山以老。吳三桂起兵，徵不應。